# Ясосима (крейсер)
Пин-Хай (кит. 平海), с 1938 года Мисира (яп. 見島), с июня 1944 года Ясосима (яп. 八十島) — китайский и японский лёгкий крейсер, второй и последний корабль проекта «Нин-Хай». Крейсер был построен в Китае при наблюдении японских морских инженеров; обладал менее мощным двигателем и зенитным вооружением, а также не принимал на свой борт гидросамолёты. Строительство крейсера замедлялось в связи с Мукденским инцидентом и Первым Шанхайским сражением. Ограничение поставок и почти полное отсутствие сотрудничества с японцами привели к смещению срока спуска на воду с 10 октября 1933 на 28 сентября 1935 и необходимости закупать зенитное вооружение у немцев. Крейсер был введён в эксплуатацию в 1936 году, а через год был потоплен авиацией Императорского флота во время второй японо-китайской войны. Позже он был поднят и восстановлен в японском флоте как судно сопровождения, а 25 сентября 1944 года торпедирован авиацией ВМС США.

## Предыстория
К концу 1920-х годов в распоряжении флота Китайской Республики было всего четыре устаревших бронепалубных крейсера и два учебных крейсера, приобретённых ещё до начала Первой мировой войны. Гоминьдановское правительство планировало провести полное перевооружение флота, однако из-за нехватки средств это было невозможным. После долгих переговоров с судостроительными компаниями США, Великобритании, Германии и Японии китайцы договорились о строительстве одного лёгкого крейсера в Японии и другого в Китае с помощью японских инженеров. Несмотря на натянутые отношения между Японией и Китаем, японская судостроительная компания «Харима» построила первый крейсер в 1932 году.

## Характеристики
«Нин-Хай» был создан по образцу японского экспериментального крейсера «Юбари», в котором сочетались небольшие габариты, небольшое водоизмещение (2526 т) и тяжёлое вооружение. Как и на «Юбари», на «Нин-Хае» была одна дымовая труба и тройной электроизмерительный мост. Вооружение было сопоставимо с судами, имевшими большее водоизмещение — шесть 140-мм морских орудий Тип 3 (две строенных установки), шесть 76-мм морских орудий Тип 41 и два сдвоенных торпедных аппарата 533 мм. Также на корабле был небольшой ангар для двух гидросамолётов типа Aichi AB-3 (один закуплен в Японии, второй построен по чертежам в Китае). Катапульты на борту не было, запуск осуществлялся с помощью крана. Тем не менее, силовая установка крейсера была слабой: три устаревших вертикальных четырёхцилиндровых паровых машины тройного расширения (две работают на угле), дающих скорость в 22 узла. Чрезмерная масса также создавала проблемы с устойчивостью, вследствие чего судно действовало в прибрежных водах, атакуя канонерки или иные малые суда.

## Служба
Под именем «Пин Хай» крейсер нёс службу в ВМС Китайской Республики как флагманский корабль с апреля 1937 года. Как один из самых сильных надводных кораблей небольшого флота Китайской Республики, в начале второй японо-китайской войны «Пин-Хай» стал объектом атак Императорского флота Японии с момента второго Шанхайского сражения. 23 сентября 1937 года во время штурма японцами крепости Цзянъинь, охранявшей участок реки Янцзы у Нанкина японские бомбардировщики атаковали «Пин-Хай» и потопили его после восьми попаданий: атаки наносили самолёты, взлетавшие с палубы авианосца «Кага» и аэродромов вокруг Шанхая.
В 1938 году японцы подняли затонувшее судно из вод Янцзы: изначально корабль планировали передать нанкинскому коллаборационистскому правительству, однако позже японцы оставили судно себе, отбуксировав его в военно-морской округ Сасебо, и преобразовали в учебное судно и корабль береговой обороны «Мисима». К июню 1944 года в связи с обострившейся подводной войной со стороны союзников корабль «Мисима» был доработан и переоборудован в кайбокан (корабль сопровождения). Судно в Императорский флот Японии под именем Ясосима 10 июня: с него сняли всё крейсерское вооружение, добавив РЛС и сохранив зенитные орудия.
25 сентября 1944 года крейсер «Ясосима» отправился на помощь сражавшимся в заливе Лейте японским кораблям, сопровождая корабли с подкреплениями. Крейсер и ещё два грузовых корабля к западу от Лузона перехватила авиация, вылетевшая с палуб авианосцев «Тикондерога» и «Лэнгли», и потопила все три судна.